# Вітряк у селі Бубнівська Слобідка

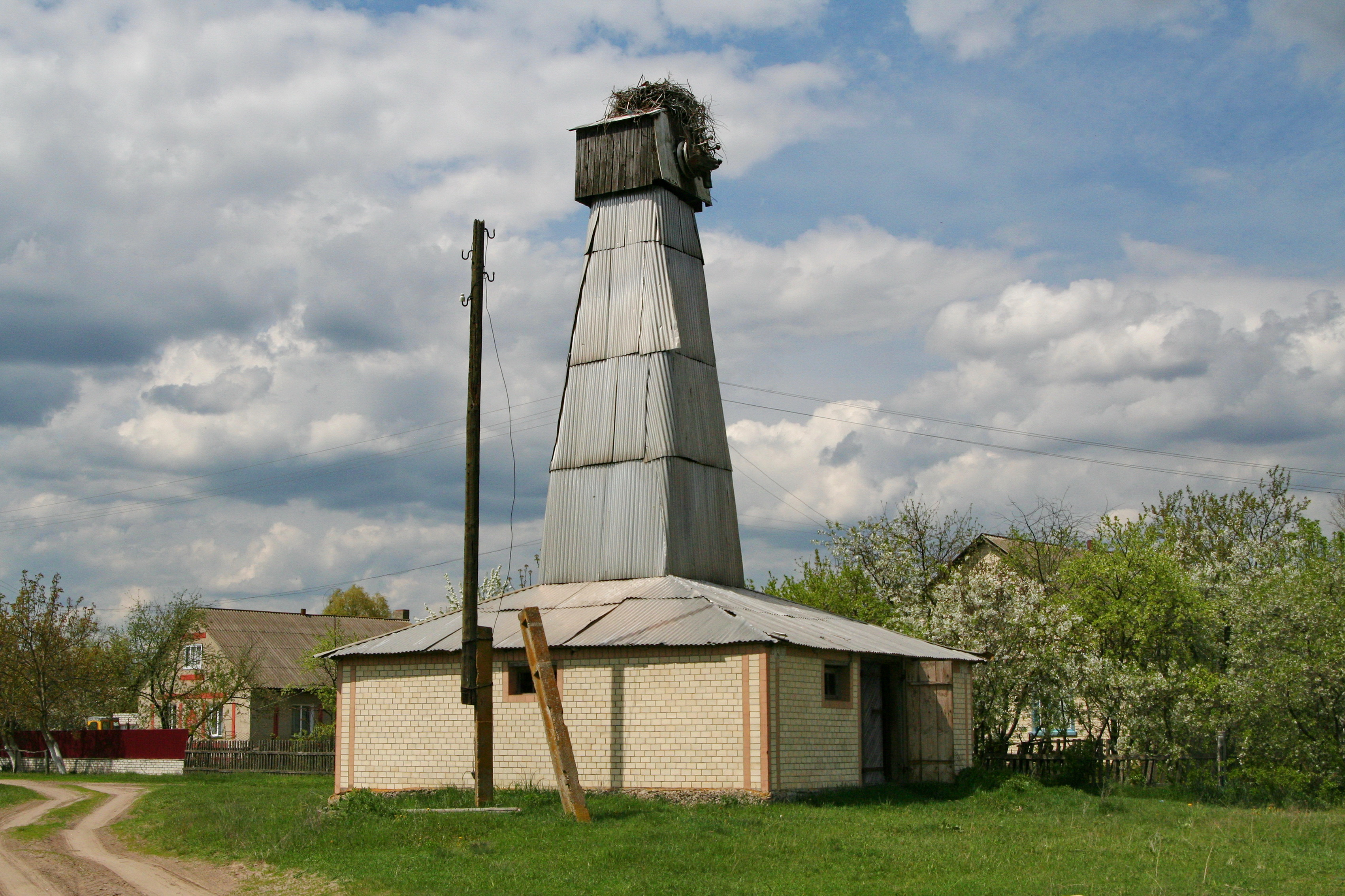
Вітряк Д-15, село Бубнівська Слобідка, Золотоніський район, Черкаська область. 2015 рік

Млин у селі Бубнівська Слобідка — один з небагатьох вцілілих вітряків Д-15, збудованих за конструкцією винахідника Володимира Стрільця. Єдиний Д-15, що знаходиться за межами Канівського району.
Вітряк побудований на початку 50-х років XX століття. Хоч млин і не діє, в середині лишились оригінальні механізми. Ззовні спотворений ремонтом — башта обшита металопрофілем, будівля обкладена сучасною плиткою.

## Галерея

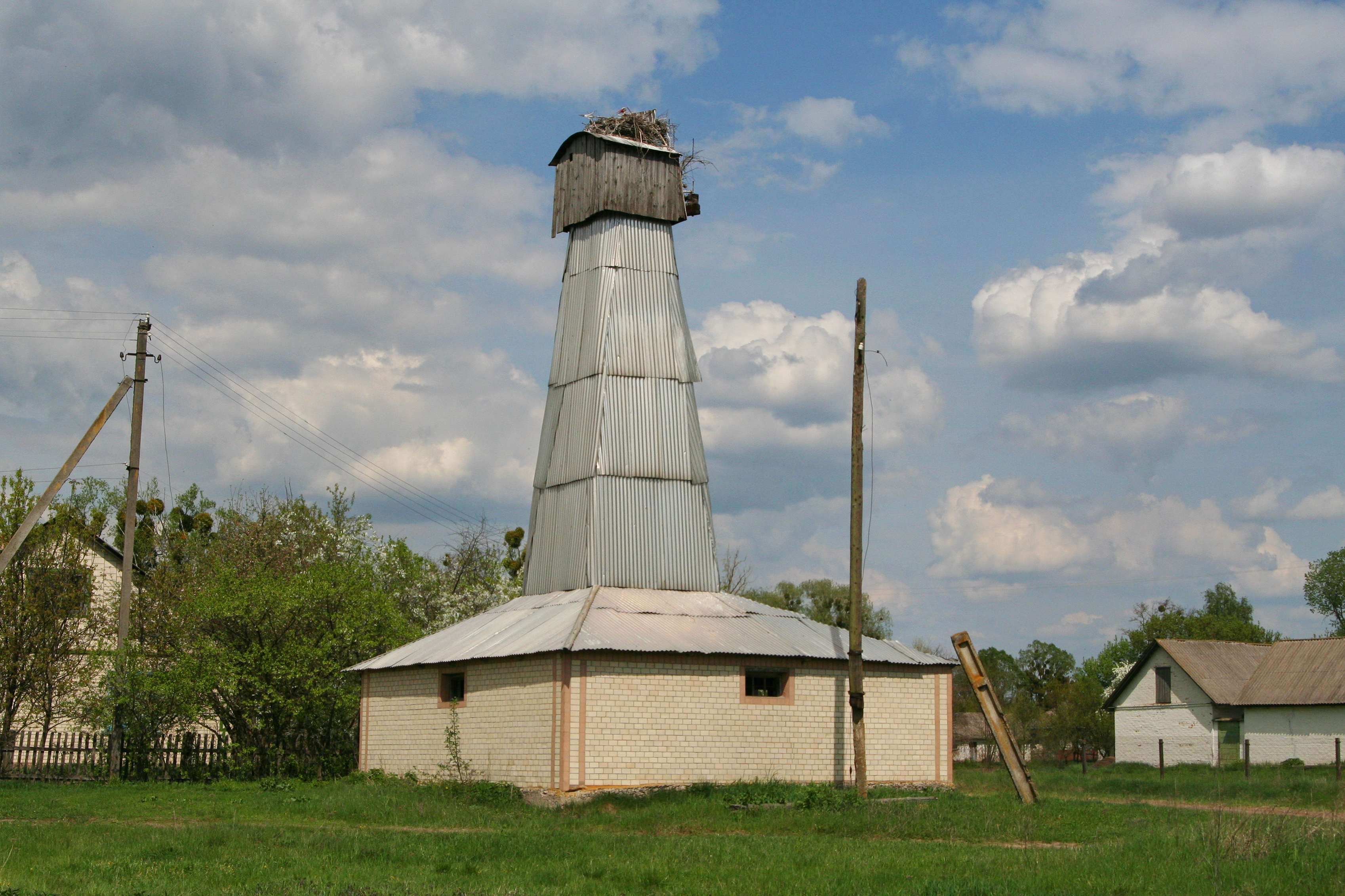
2015 рік
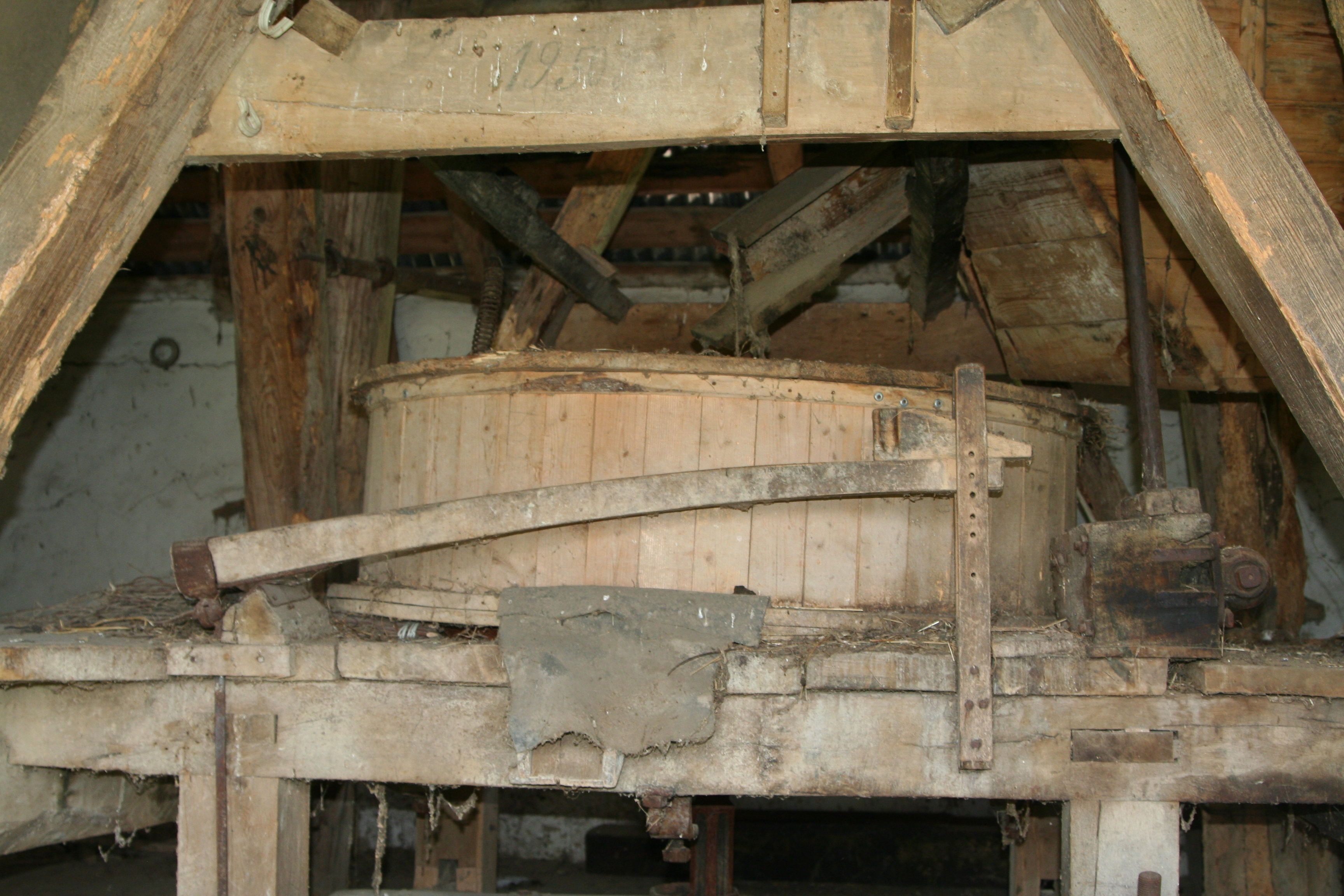
Млиновий постав
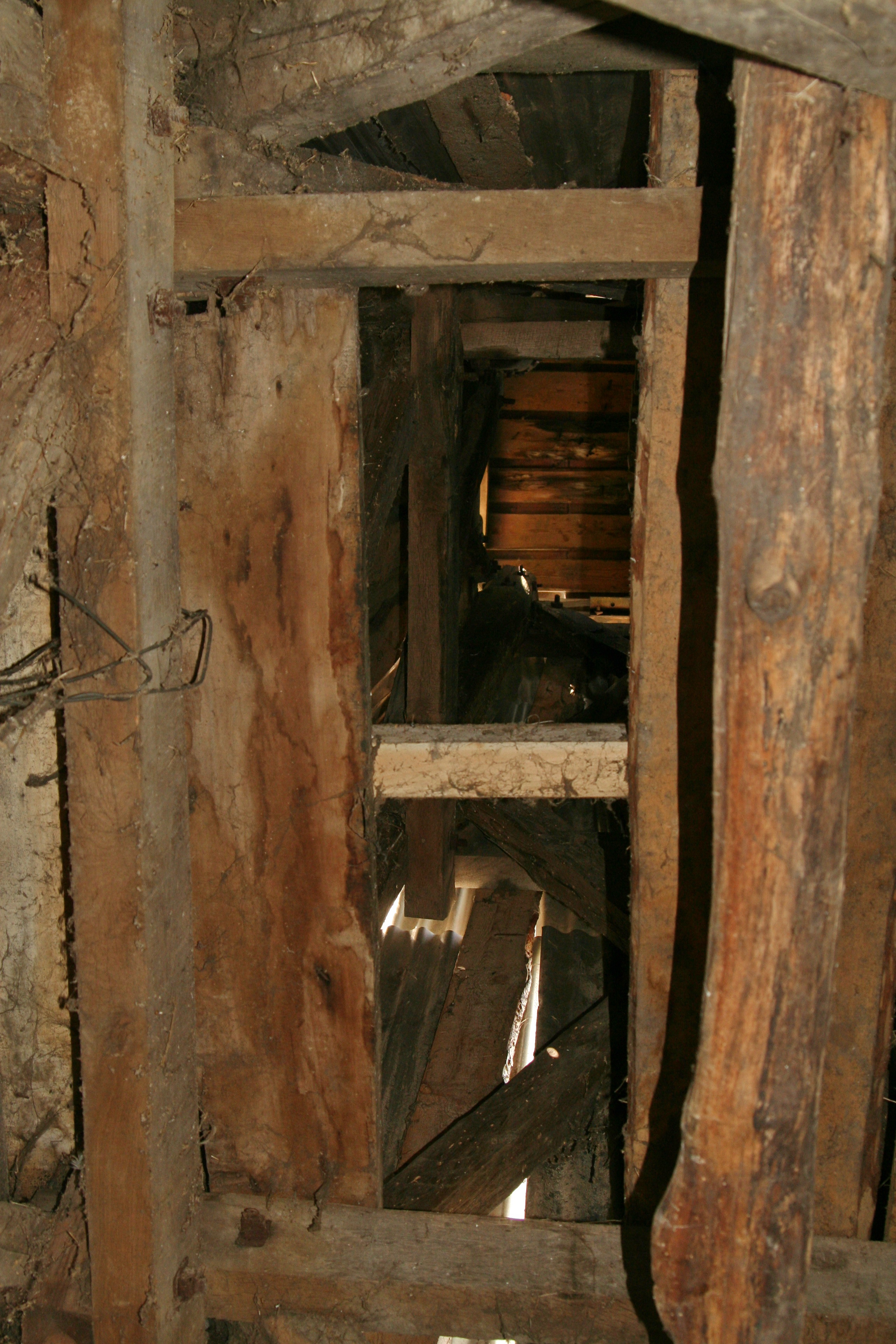
Башта
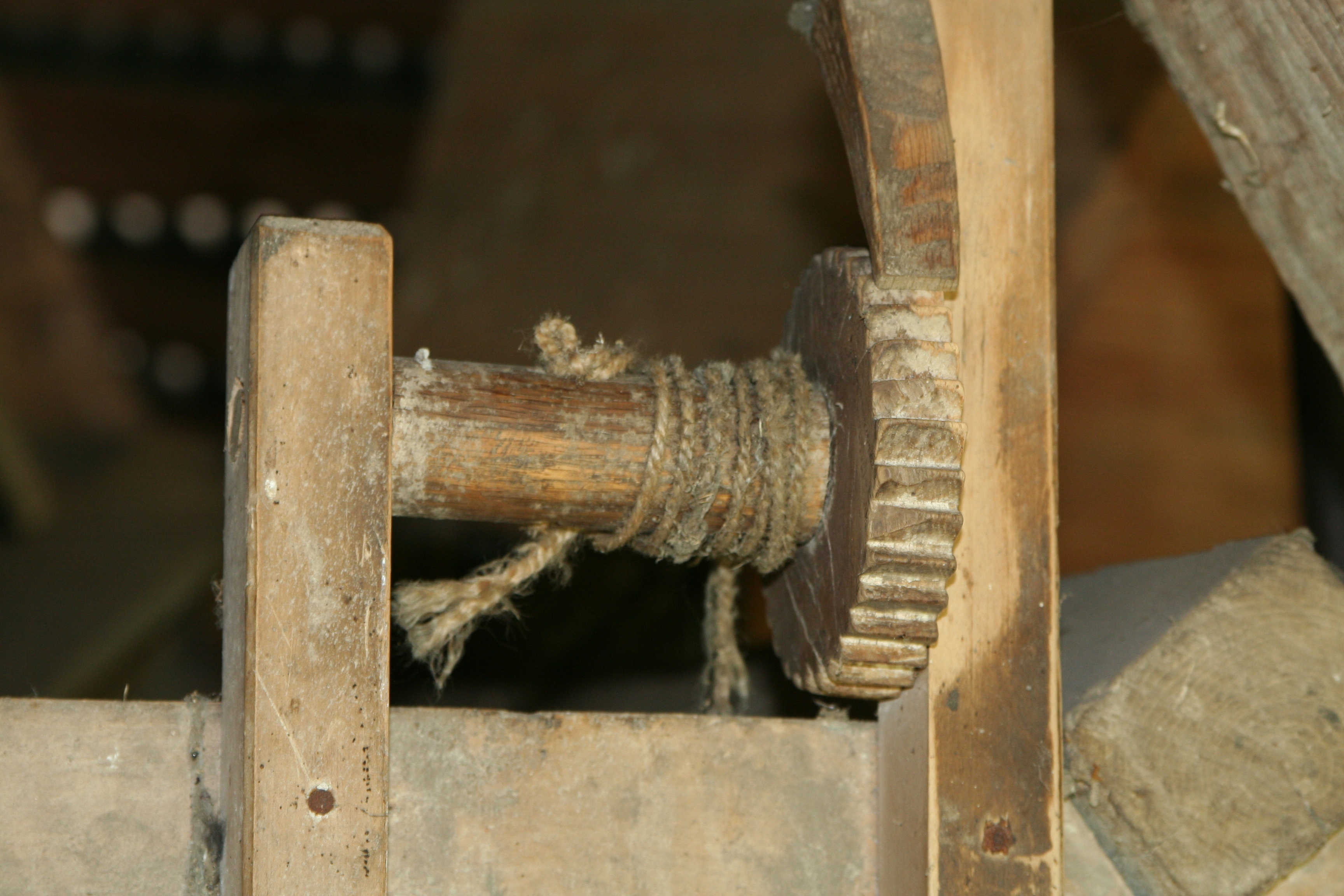
Механізми
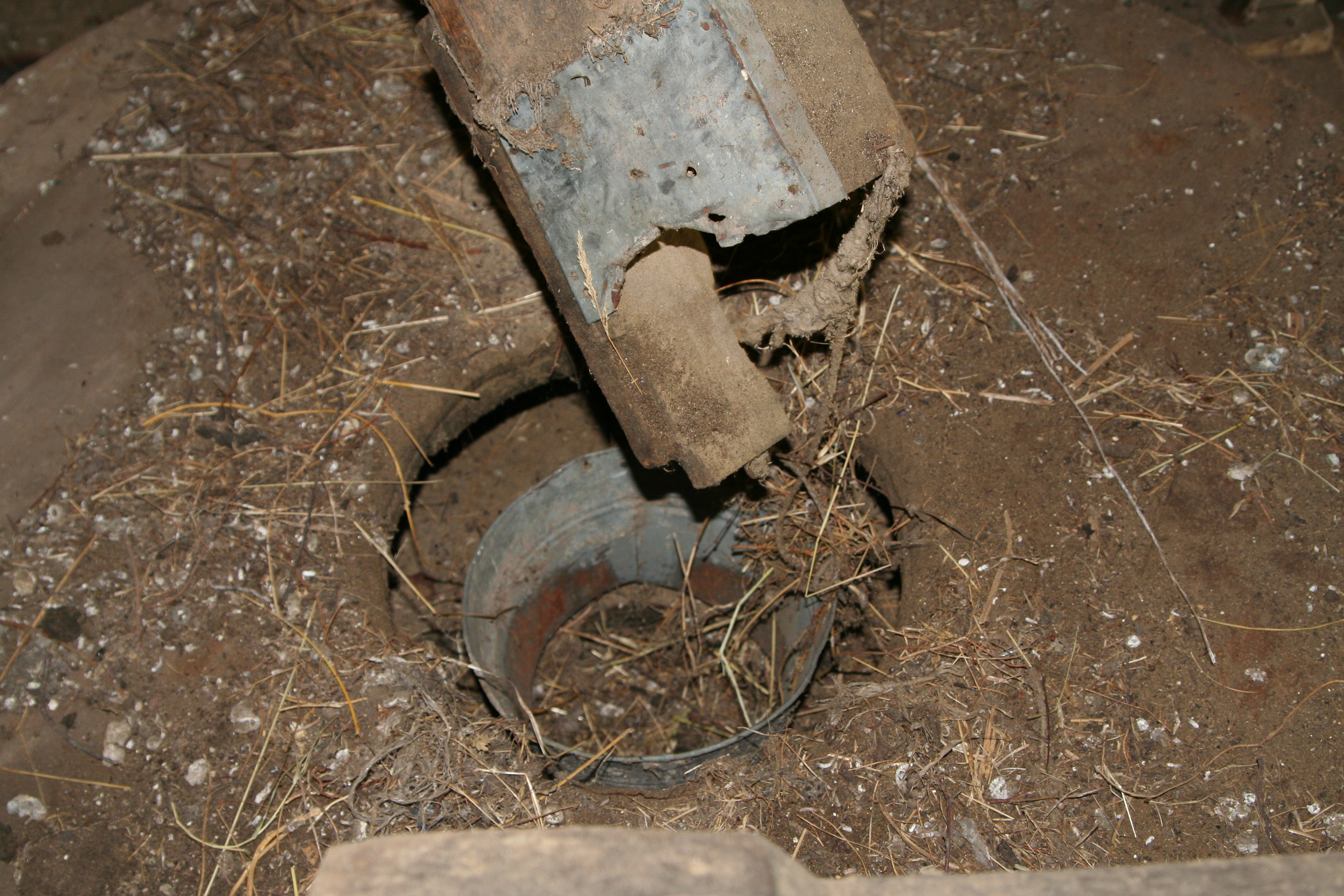
Жорна